# Udvarbíró
Az udvarbíró (latinul: comes curiae parochialis) az Aranybulla szerint a várnépek bírája volt, aki kezdetben csak a vár peres ügyeiben bíráskodott. Az 1291. évi IV. törvénycikk már elrendelte, hogy az udvarbíró (comes curialis) nemes ember legyen és pedig a vármegye valamely jobb családjából való, míg azelőtt, amíg nemesek felett még nem ítélt, várjobbágy is lehetett. Ezzel 1291-ben az udvarbíró tiszte átalakult és az udvarbíró valóságos alispán, a négy választott vármegyei nemes (quatuor judices nobilium, a későbbi szolgabírák) elnöke lett. Az udvarbíró tisztségével az apátságoknál és monostoroknál is találkozunk.